# アイルーノ
アイルーノ（伊: Airuno）は、イタリア共和国ロンバルディア州レッコ県にある、人口約2,800人の基礎自治体（コムーネ）。

## 地理

### 位置・広がり
レッコ県南東部のコムーネ。県都レッコから南へ12km、ベルガモから西北西へ21km、州都ミラノから北北東へ37kmの距離にある。

#### 隣接コムーネ
隣接するコムーネは以下の通り。
- ブリーヴィオ
- コッレ・ブリアンツァ
- オルジャーテ・モルゴラ
- オルジナーテ
- ヴァルグレゲンティーノ

### 地勢・地形
- 河川：アッダ川

### 気候分類・地震分類
気候分類では、zona E, 2385 GGに分類される。
また、イタリアの地震リスク階級 (it) では、zona 3 (sismicità bassa) に分類される。